# تريفور وليامز (مصمم)
تريفور وليامز (بالإنجليزية: Trevor Williams)‏ هو مصمم بريطاني، ولد في 3 مارس 1931 في هارو ‏ في المملكة المتحدة، وتوفي في 14 فبراير 2008.